# Federació Esportiva Catalana de Twirling
La Federació Esportiva Catalana de Twirling (FECT) és l'organisme que dirigeix la pràctica del twirling a Catalunya.
El 24 de maig de 2007 va aconseguir el reconeixement oficial com a membre de ple dret de la Confederació Europea de Twirling Baton després d'uns anys com a membre provisional. Posteriorment va ser reconeguda per la Federació Internacional de Twirling Baton i té la seu a Amposta. Forma part de la Unió de Federacions Esportives de Catalunya.

## Presidents

### Ramon Cunillera Aragón (2004-2006)
En la seva joventut havia estat vinculat a un club de patinatge de l'Hospitalet de Llobregat, va entrar en contacte amb el twirling quan es va traslladar a viure a Masquefa on va ser un dels fundadors del Club de Majorettes de Can Parellada, posteriorment reconvertit en Club Twirling Can Parellada, el qual va presidir durant quatre anys, entre 1998 i 2002. Va ser president des de 2003 de la Unió Catalana Esportiva de Clubs de Twirling (UCECT), associació precursora de la Federació Catalana, i es va convertir en el primer president de la nova federació quan aquesta va ser oficialment reconeguda per la Secretaria General de l'Esport el 18 de desembre de 2004.

### Núria Pla Toldà (2006-2012)
L'any 1991 va començar a treballar en el món associatiu, sent una de les fundadores i primera presidenta del que en aquell moment es va anomenar Grup de Majorettes d'Amposta, entitat que va evolucionar dintre del món de l'esport fins a convertir-se en el Club Twirling Amposta. Va ser membre de la junta directiva i després vicepresidenta de l'Associació Espanyola de Clubs de Twirling, que a partir de 1999 es va convertir en Unió Catalana Esportiva de Clubs de Twirling (UCECT), va seguir ocupant aquest càrrec quan la Unió va ser reconeguda com a Federació Esportiva de Catalana de Twirling i es va convertir en la seva presidenta quan el 2006.

## Clubs a Catalunya
El 2011 a Catalunya hi havia 22 clubs federats:
| - Club Twirling Alcanar - Club Twirling Amposta - Club Twirling Badalona - Club Twirling Blanes - Club Twirling Can Parellada Masquefa - Club Twirling Cervera - Club Twirling Costa Brava - Club Twirling Deltebre | - Club Twirling Els Alfacs - Club Twirling Els Magraners de Lleida - Club Twirling Gornal - Club Twirling L'Alcalatén - Club Twirling l'Ametlla de Mar - Club Twirling L'Hospitalet - Club Twirling Maçanet de la Selva | - Club Twirling Mataró - Club Twirling Santa Bàrbara - Club Twirling Tortosa - Club Twirling Two&Two de Valls - Club Twirling Ulldecona - Club Twirling Valls - Club Twirling Vilobí del Penedès |

## Selecció catalana de twirling baton
La primera participació oficial de la selecció catalana de twirling baton va ser al campionat d'Europa 2007, als Països Baixos. També ha participat en el Campionat del Món i a la International Cup.